# Cambia cambia
Cambia, cambia es el tercer álbum de la banda mexicana de rock psicodélico, Los Dug Dug's, publicado en 1975, a diferencia de los álbumes predecesores de la banda, su sonido se torna en texturas más impresionistas.

## Lista de temas
Lado 1
1. "No te asustes (Es sólo vivir)"
2. "Tímido"
3. "Brillo de Sol"
4. "Te quiero"
5. "Felicidad"

Lado 2
1. "Ya te dejé (No volveré)"
2. "No, sí, yo, tú, ya"
3. "Cambia, cambia"
4. "¿Donde está A.N.?"
5. "Al diablo..."

## Músicos
- Armando Nava: guitarras acústica y eléctrica, sintetizador, voz, coros; bajo y guitarra de 12 cuerdas en "¿Donde está A.N.?"
- Jorge Torres Aguayo: bajo eléctrico, voz en "No te asustes (Es sólo vivir)" y "Brillo de Sol"
- Enrique Nava: batería, coros en demás canciones
- Pájaro Alberto: coros en "Tímido"

- Datos: Q2887281